# Corbett and Courtney Before the Kinetograph
Corbett and Courtney Before the Kinetograph, conosciuto anche come Edison Kinetoscopic Record of Boxers e The Corbett-Courtney Fight, è un cortometraggio muto girato nel 1894 da William Kennedy Laurie Dickson con la partecipazione di James J. Corbett, uno dei pugili più famosi di quell'epoca.  Al giorno d'oggi, si possiede solo un frammento di alcuni secondi di un round, mentre il resto è andato perduto.

## Trama
Il film consiste nella ripresa cinematografica di un incontro di boxe in sei round della durata di un minuto a round tra il citato Corbett e Peter Courtney, un pugile di secondo piano.

## Produzione
Il film venne girato il 7 settembre 1894 negli Edison Black Maria studio di West Orange, nel New Jersey, prodotto dall'Edison Manufacturing Company. Per le riprese venne impiegata la Kinetograph. La pellicola (in 35 mm) venne sviluppata nei laboratori Edison con il processo denominato Kinetoscope.

## Distribuzione
Il documentario venne distribuito attraverso l'Edison Manufacturing Company e la Kinoscope Exhibiting Co.. Una stampa incompleta di un singolo round viene conservata negli archivi della Library of Congress. La pellicola si trova anche nell'archivio del Museum of Modern Art.
Nel 2005, il film è stato inserito nell'antologia Edison: The Invention of the Movies (1891-1918), pubblicata in DVD dalla Kino International, che contiene circa quattordici ore di materiale.